# Ian Burgess
Ian Burgess (Londen, 6 juni 1930 – Harrow, 19 mei 2012) was een Brits Formule 1-coureur uit Groot-Brittannië. Hij reed tussen 1958 en 1963 20 Grands Prix voor de teams Cooper, Scuderia Centro Sud, Camoradi en Scirocco-Powell.